# Nadezhda Bravo Cladera

Nadezhda B. en una fotografía escolar. Colegio Angloamericano, Oruro, 1952

Elsa Nadezhda Bravo Cladera (Oruro, Bolivia) es una lingüista, profesora, investigadora y escritora boliviana. Es doctora en filosofía (Filosofie Doktor) en lenguas románicas por la Universidad de Upsala. Es «miembro correspondiente» de la Academia Boliviana de la Lengua.

## Biografía
Nadezhda Bravo Cladera nació en Oruro, Bolivia. Fue su padre quien la llamó Nadezhda, que significa «esperanza» en ruso y tiene el diminutivo «Nadya». Su padre Fernando Bravo James (Potosí 1912 - La Paz 1962) fue un político boliviano, profesor titular de la Universidad Técnica de Oruro y de la Universidad Mayor de San Andrés (UMSA) en La Paz. Su madre Elsa Cladera de Bravo (Oruro 1922– Friburgo 2005) fue una líder sindical y educadora boliviana, líder de la organización de maestros en Bolivia, delegada en la «Asamblea del Pueblo» en 1971, y comprometida con el trabajo por la emancipación de la mujer. Nadezhda tiene dos hermanas menores, Emma Bolshia y María Alexandra.
Asistió al Anglo American School en Oruro y cuando la familia se trasladó a La Paz continuó sus estudios en la Hugo Dávila Senior High School, donde se graduó como Licenciada en Humanidades (1961). En el "Instituto Normal Superior Simón Bolívar" de La Paz se convirtió en profesora de idiomas francés e inglés (1966) para el bachillerato.
Tras el golpe de Estado de Hugo Banzer (1971) en Bolivia fue encarcelada. Gracias a una beca del Gobierno francés, estudió en la University of Franche-Comté en Besançon donde obtuvo su License ès Lettres de Linguistique (1973).
Nadezhda conoció a su esposo, Anders Nilsson, en la universidad de Besançon. Tienen dos hijos: Andrés Fernando y Ernesto Ricardo. En Suecia obtuvo una licenciatura (Filosofie kandidatexamen) (1983) y una maestría (Filosofie Magisterexamen) (1997), con especialización en español en la Universidad de Estocolmo y su título de Doctora en Filosofía (Filosofie Doktorsexamen) ) en Lenguas Románicas con mención en Lingüística Hispánica (2004) en la Universidad de Uppsala.

### Obra e investigación
Las principales áreas de investigación de Bravo Cladera son los estudios del diálogo, las conversaciones espontáneas y los marcadores del discurso. Dirige los proyectos lingüísticos titulados "Español de la Juventud Bilingüe de Estocolmo" (Español de jóvenes bilingües de Estocolmo-EJBE (2005-2016)) y "Español de la Juventud de la ciudad El Alto" ( "Castellano de Jóvenes de la ciudad de El Alto -CASJOCIAL (2017–)). Actualmente es socia fundadora del proyecto Estudios de Diálogo de la Asociación de Lingüística y Filología de América Latina (ALFAL), Delegada de ALFAL para Bélgica, Inglaterra, Finlandia, Holanda, Islandia, Noruega y Suecia, y supervisora en la Universidad Mayor de San Andrés en La Paz, Bolivia.
Su experiencia pedagógica en Bolivia con jóvenes que tienen el idioma aimara o el quechua como lengua materna y han aprendido español en la escuela y a quienes enseñó idiomas modernos como el inglés y el francés contribuyó a que se interesara por los problemas relacionados con el bilingüismo, y luego en Suecia la experiencia con sus hijos, que crecieron con dos idiomas en casa (sueco y español), aumentó su interés por la investigación sobre bilingüismo, idiomas y culturas en contacto. Por ejemplo, el corpus de su tesis doctoral se basa en conversaciones espontáneas de jóvenes bilingües (español, sueco) en Estocolmo.
Nadezhda Bravo Cladera ha sido profesora titular de lingüística hispana en la Universidad de Linköping y en el Gävle University College, y profesora de lingüística hispana en la Universidad de Uppsala (1996-2007), donde ha supervisado más de 40 ensayos sobre temas lingüísticos e incluso algunos en literatura y economía. En el Instituto de Educación de Estocolmo (Lärarhögskolan i Stockholm) y en Högskolan i Eskilstuna Västerås (actualmente Mälardalen University College) ha sido profesora de bilingüismo temprano y literatura infantil (1987-1995). También ha enseñado español como lengua moderna y como lengua materna en Huddinge Senior High School (Huddinge Gymnasiet) e Ingemundskola en Karolinska Institutet (1977-1999). En Huddinge Senior High School fue editora responsable del periódico escolar en español Periódico Latino. En Bolivia impartió clases de inglés y francés en las escuelas superiores (1967-1971) y fue profesora de lingüística general en el Instituto Nacional de Estudios Lingüísticos (INEL) (1971).
Es autora de diversas monografías y artículos sobre marcadores discursivos, estudios del diálogo, bilingüismo, lenguas en contacto y otros temas lingüísticos y pedagógicos. Ha estado publicando manuales para su docencia en fonética, lingüística y pragmática del español. En 2013 publicó una biografía sobre Elsa Cladera de Bravo.

## Reconocimientos
En 2017 Bravo Cladera fue declarada miembro correspondiente de la Academia Boliviana de la Lengua como reconocimiento a sus conocimientos lingüísticos y méritos literarios, por el director José G. Mendoza y por el pleno de la Academia Boliviana.
Anteriormente había sido declarada miembro honoraria del Instituto Boliviano de Lexicografía y otros Estudios Lingüísticos como reconocimiento a sus contribuciones en la investigación lingüística por el director Carlos Coello Vila.